# 黃金鰲
黃金鰲（1878年—1951年8月4日），字肅方，幼名澤厚，四川省隆昌縣人，辛亥革命元老，民國卅七年（1948年），當選四川省第三選區立法委員。

## 生平
- 光緒四年（1878年）生於隆昌縣城（今金鹅鎮） 。父應三，收地租兼管綢緞業，有子女10人，居長，自幼習文，考中秀才，後自費留學日本，就读東京警監學校。应山病逝北平，黄金鳌时无法去北平，1942年函程姓友把父亲下葬。
- 光緒卅一年（1905年）冬，加入同盟會，並與陳道循、黃萬里返川聯絡"會黨"（早期對袍哥組織之稱），為同盟會員派進人川之始。返隆昌後，介紹文顯謨等入盟，在隆昌縣城北街開設“天下利”書店，以此為黨人通訊機關。宣傳革命主張及聯絡社會人士，並出售「醒世鐘」等書刊，組織“大同公”（哥老會組織），成為謀亂中堅。二弟黃金鎔、三弟黃金城亦隨兄參與隆昌暴動。
- 光緒卅二年（1906）春，赴成都任敘屬中學監學，先後介紹張培爵、曹昭曹、李仕榮、薛道揚、喻淵藻等入盟。
- 光緒三十三年（1907）春，邀黃復生至成都任華陽中學翻譯。同年夏，與黃複生、熊克武、張培爵、謝奉琦等集會成都草堂寺，決議分頭起事。
- 蜀軍初建，先期離滬返渝。適蜀軍政府總務處長謝持離渝，遞由代職。旋改任巡按使，出巡夔、巫、雲、萬。以助成渝籌餉為名，搜刮民財。[1]
- 成渝兩軍政府合并，胡景伊任重慶鎮撫府總長，陰謀分割熊克武兵力，要熊將蜀軍兩團撥歸巡按使統率。識其奸計不受後，廢重慶鎮撫府，改任川東宣慰使。
- 民國二年（1913年）討袁失敗後，乘大船東下，船頭高懸川東宣慰使大旗，頂流到宜昌碼頭，潛上外商輪船抵上海。其膽識為黨人佩服，後不幸在滬被捕。
- 民國十年（1921年）受任嘉陵道尹，為蓬溪縣人民解決吃鹽困難。
- 民國十一年（1922年），吳玉章在重慶贊助各省自治活動，被邀往南充，多次給順慶中學、南充中學師生作政治經濟學演講，宣講新三民主義。
- 四川軍閥割據期間，定居成都，潛心佛學。
- 民國廿七年（1938年），任四川省臨時參議會參議員。
- 民國廿九年（1940年），進入國民參政會，後歷任第三、四屆參政員。
- 民國卅七年（1948年），得196699票當選四川省第三選區立法委員[2]，曾出席第一屆立法院第一會期內政及地方自治委員會、外交委員會、刑法委員會。
- 抗戰期間，籌辦通慧汽車公司，任常務董事。同時為成都啟明電燈公司及嘉樂紙廠股東并任董事。他對家鄉，尤為關心，擔任過豫大公司及新華地產公司董事長，隆聖企業股份有限公司名譽董事長。
- 1949年後，積極參加各種社會活動。
- 1950年3月，為成都市第一屆人民代表會議特邀代表。7月，任川西行署委員，帶頭減租退押，受到表彰。
- 1951年4月，當選川西區第二屆各界人民代表會議主席團成員和協商委員會委員。先後任中國人民保衛世界和平反對美國侵略委員會川西分會委員、川西區抗美援朝分會委員。
- 1951年8月4日，在成都市病逝，終年73歲。中共成都市委書記米建書及川西區黨委統戰部長熊揚、副市長李劼人、省文教廳長張秀熟等主持治喪，西南軍政委員會賀龍、熊克武送花圈哀悼。